# The Public Pays
The Public Pays ist ein US-amerikanischer Kriminalfilm aus dem Jahr 1936, der als Kurzfilm veröffentlicht wurde. Das Drehbuch basiert auf einer Erzählung des Drehbuchautors John C. Higgins.

## Handlung
Der Betrüger Moran und seine Kumpane gründen die Creamery Betterment Association. Sie zwingen die Betreiber von Molkereien der Gesellschaft beizutreten, um den Markt für Milchprodukte kontrollieren zu können. Die Flasche Milch soll drei Cent kosten, wovon ein Cent an die Gesellschaft gehen soll. Moran will erreichen, dass die gesamten drei Cent an die Gesellschaft abgeführt werden. Die Produzenten, die nicht beitreten wollen, werden so stark unter Druck gesetzt, dass sie keine andere Möglichkeit als den Beitritt sehen.
Der höhere Preis hat auch Auswirkungen auf die Käufer. Einige können sich das Produkt nicht mehr leisten. Einer der Produzenten, der sich bislang erfolgreich gegen die Gesellschaft gewehrt hat, ist Mr. Paige. Nun nimmt Moran die Familie des Molkereibesitzers als Druckmittel ins Visier. Um tätig zu werden, braucht die Polizei handfeste Beweise. Man überzeugt Paige, dem Druck weiterhin standzuhalten, damit Beweise gegen Moran gesammelt werden können.

## Auszeichnungen
1937 gewann der Film einen Oscar in der Kategorie Bester Kurzfilm (Two-Reel).

## Hintergrund
Die Uraufführung fand am 10. Oktober 1936 statt.